# Rezoluce Rady bezpečnosti OSN č. 1397
Rezoluce Rady bezpečnosti OSN č. 1397 byla schválena 12. března 2002 Radou bezpečnosti OSN. Rada požadovala ukončení násilí, které probíhalo mezi izraelskou a palestinskou stranou od září 2000 (druhá intifáda). Byla to první rezoluce Rady bezpečnosti, která vyzývala k řešení konfliktu pomocí dvoustátního řešení.
Před schválením rezoluce vyzval generální tajemník OSN Kofi Annan Palestince, aby ukončili „morálně odpudivé“ teroristické činy a sebevražedné atentáty, a Izraelce, aby ukončili nezákonnou okupaci palestinského území a používáni nadměrné síly.

## Rezoluce

### Pozorování
Rada bezpečnosti potvrdila vizi izraelského a palestinského státu existujících vedle sebe s bezpečnými a uznanými hranicemi. Vyjádřila znepokojení nad událostmi, k nimž došlo od září 2000 v regionu, a nad potřebou všech zajistit bezpečnost civilistů a dodržování mezinárodního humanitárního práva. Rada uvítala úsilí Spojených států, Ruska, Evropské unie, saúdského korunního prince Abdalláha a dalších o nastolení spravedlivého a trvalého míru na Blízkém východě.

### Akty
Rezoluce požadovala okamžité zastavení násilí, teroru, podněcování, provokací a ničení a vyzvala izraelskou a palestinskou stranu ke spolupráci při realizaci Mitchellovy zprávy. Nakonec bylo oceněno úsilí Kofiho Annana a dalších o obnovení mírového procesu a ukončení násilí.

### Hlasy
Rezoluce č. 1397 byla schválena 14 hlasy, nikdo nehlasoval proti. Hlasování se zdržel pouze zástupce Sýrie, neboť se domníval, že rezoluce neřeší obavy arabských zemí.